# Kasteel van Valmer
Het Kasteel van Valmer (Frans: Château de Valmer) is een kasteel in de Franse gemeente Chançay. Het kasteel is een beschermd historisch monument sinds 1930, met name vanwege de tuinaanleg.